# Фирлей, Анджей (воевода сандомирский)
Анджей Фирлей (ок. 1586—1649) — государственный и военный деятель Речи Посполитой, ротмистр королевский (1611), каштелян белзский (1640—1649), воевода сандомирский (1649).

## Биография
Представитель польского шляхетского рода Фирлеев герба «Леварт». Сын каштеляна малогощского и радомского Анджея Фирлея (ум. 1609) и Барбары Козинской, внук маршалка великого коронного и воеводы краковского Яна Фирлея (1521—1574).
Последователь кальвинизма. В 1611 году упоминается в чине ротмистра королевского. В 1640 году Анджей Фирлей получил должность каштеляна белзского, а в 1649 году был назначен воеводой сандомирским.
В 1649 году Анджей Фирлей был назначен коронным сенатом одним из трёх региментариев (командующих) польско-шляхетской армии в борьбе против восставших украинских казаков. В том же 1649 году участвовал в обороне Збаражского замка, осажденного казацко-татарской армией Богдана Хмельницкого и крымского хана Ислам III Герая.
Будучи наследником Анны Гойской, покровительницы Почаевской лавры, в 1623 году совершил набег на православную лавру, ограбил монастырскую церковь и похитил икону Божьей Матери.
Был дважды женат, но не оставил после себя потомства.